# 森韋斯特 (亞利桑那州)
森韋斯特（英語：Sunwest）是位於美國亞利桑那州拉巴斯縣的一個人口普查指定地區。根據2010年美國人口普查，該地共人口500人，而該地的面積約為62.80平方千米。

## 地理
森韋斯特的座標為33°39′04″N 113°24′33″W / 33.65111°N 113.40917°W，而該地最高點為海拔高度458米（即1503英尺）。